# Newmont Mining
Newmont Mining Corporation ist ein amerikanisches Bergbauunternehmen aus Denver, Colorado. Das Unternehmen ist im Aktienindex S&P 500 gelistet.
Newmont Mining ist der größte Goldproduzent der Welt und betreibt Bergwerke in Kanada, Bolivien, Australien, Ghana, Indonesien, Neuseeland, der Türkei, Peru und Usbekistan. Neben Gold baut Newmont auch Kupfer, Silber und Zink ab.
Das Unternehmen ist Mitglied im World Gold Council.

## Geschichte
Die Newmont Mining Corporation wurde 1916 in New York von William Boyce Thompson gegründet. 1925 wurde in texanische Erdölfelder investiert. 1929 erwarb Newmont die Empire Star Mine in Kalifornien. 1939 betrieb Newmont bereits 12 Goldbergwerke in Nordamerika. 1962 erkundete Newmont Goldvorkommen in Carlin, Elko County, Nevada und eröffnete 1965 seinen ersten Goldtagebau, der von der Carlin Gold Mining Company betrieben wird. Der Carlin Trend ist der bedeutendste nordamerikanische Goldfund des 20. Jahrhunderts. 1977 übernahm Newmont 50 % an Peabody Energy, dem größten Kohlebergbauunternehmen der Vereinigten Staaten. In den 1980ern wurde das Unternehmen restrukturiert und die Firmenbereiche Kupfer, Erdöl, Erdgas und Kohle abgestoßen. Infolge der Restrukturierung wurde der Firmensitz im Februar 1989 von New York nach Denver verlegt. Seit 1994 arbeitet Newmont Mining mit der Newmont Gold Company zusammen, wodurch das Unternehmen seine Firmeninteressen in der Goldproduktion konzentrierte. Infolgedessen fusionierte Newmont Mining mit der Santa Fe Pacific Gold Corporation. Im Januar 2001 fusionierte Newmont Mining mit der Battle Mountain Gold Company, die Normandy Mining Limited sowie die Franco-Nevada Mining Corporation wurden im Februar 2002 erworben. 2007 wurde Franco-Nevada als unabhängiges Unternehmen an die Börse gebracht, wobei Franco-Nevada keine Minen mehr selbst betreibt, sondern sie nur mitfinanziert und dafür Lizenzeinnahmen erhält.
Am 14. Januar 2019 kündigte Newmont an, die Firma Goldcorp, Inc. zu übernehmen. Nach Vollzug der Übernahme wurde die Firma zunächst in Newmont Goldcorp umbenannt, später in Newmont Mining.
Im Mai 2023 nahm die australische Newcrest Mining ein Übernahmeangebot von Newmont im Wert von 17,8 Milliarden US-Dollar an.

## Beteiligungen
Ende der 1920er Jahre war Newmont Mining an der Gründung der Wiener Erdöl A.-G. „zum Zwecke der Erforschung des Wiener Beckens auf das Vorkommen von Erdöl und Erdgas“ beteiligt.
Zusammen mit der Southwestern Resources Corporation betreibt Newmont Mining ein Joint Venture zur Erkundung und dem Abbau verschiedener Metalle. Hierzu gehören unter anderem das Yúnnán-Porphyr-Kupfer-Projekt in China und das Liam-Gold-Silber-Projekt in Peru. Zur Holding gehören die Unternehmen Battle Mountain Gold, Normandy Mining und Franco-Nevada Corporation.

## Goldbergbau
Newmont Mining fördert jährlich etwa 6 Millionen Unzen (170.000 kg) Gold und hält Reserven von über 92,8 Millionen Unzen (2.630.000 kg) Gold. Über 57 Prozent der Gold-Produktion des Unternehmens kommen aus Nord- und Südamerika. Newmont Mining ist das führende Goldbergbauunternehmen in Australien.
| Bergwerk                              | Land               | Anteil von Newmont |
| ------------------------------------- | ------------------ | ------------------ |
| Buffalo Valley, Nevada                | Vereinigte Staaten | 70 %               |
| Carlin-Diskordanz, Nevada: Tagebau    | Vereinigte Staaten | 100 %              |
| Carlin-Diskordanz, Nevada: Tiefbau    | Vereinigte Staaten | 100 %              |
| Lone Tree Complex, Nevada             | Vereinigte Staaten | 100 %              |
| Midas, Nevada                         | Vereinigte Staaten | 100 %              |
| Phoenix, Nevada                       | Vereinigte Staaten | 100 %              |
| Sandman, Nevada                       | Vereinigte Staaten | 100 %              |
| Turquoise Ridge / Getchell, Nevada    | Vereinigte Staaten | 25 %               |
| La Herradura                          | Mexiko             | 44 %               |
| Conga-Bergbauprojekt                  | Peru               | 51,35 %            |
| Yanacocha                             | Peru               | 51,35 %            |
| La Zanja                              | Peru               | 46,94 %            |
| Batu Hijau, Sumbawa                   | Indonesien         | 48,50 %            |
| Boddington, Western Australia         | Australien         | 100 %              |
| Duketon, Western Australia            | Australien         | 16,85 %            |
| Jundee, Western Australia             | Australien         | 100 %              |
| Super-Pit-Goldmine, Western Australia | Australien         | 50 %               |
| Tanami, Northern Territory            | Australien         | 100 %              |
| Waihi                                 | Neuseeland         | 100 %              |
| Ahafo, Brong Ahafo Region             | Ghana              | 100 %              |
| Akyem, Eastern Region (Ghana)         | Ghana              | 100 %              |

## Corporate Governance, Corporate Responsibility und Community Relations
Aufgrund von Demonstrationen gegen Newmont-Gruben in Ghana und Peru initiierte der Christian Brothers Investment Services Inc. (CBIS) in Zusammenarbeit mit zehn anderen christlichen Investoren im April 2007 einen Aktionärsbeschluss, in dem die Unternehmensleitung zu mehr Engagement für die vom Abbau betroffenen Gemeinden, zur Verbesserung der Community Relations und zur Berichterstattung über deren Entwicklung, die mit dem Abbau verbundenen Umweltrisiken, die Unternehmenspolitik gegenüber den lokalen Bergbaukritikern und zu etablierende Konfliktlösungsmechanismen aufforderte. Auch Oxfam unterstützte die Initiative. Über 90 Prozent der Aktionäre schlossen sich der Resolution an. Die Unternehmensleitung akzeptierte den Beschluss, unterzeichnete ein Abkommen und setzte einen methodisch aufwändigen und umfassenden Review-Prozess an fünf umstrittenen Standorten in Ghana, Indonesien, Neuseeland, Nevada und Peru in Gang. Im selben Jahr wurden die Aktien von Newmont als erste Goldbergbaugesellschaft überhaupt in den Dow Jones Sustainability World Index aufgenommen.

## Kennzahlen
Die Angabe der Anzahl der Beschäftigten für das Jahr 2021 schwankt zwischen 14.400 und 31.000.
Der Umsatz für 2021 wird mit etwa 12 Mrd. US$ angegeben.

## Kritik

### Zarafshan-Newmont
In Usbekistan war Newmont Mining seit 1995 an einem Joint Venture mit der Regierung von Usbekistan in dem Unternehmen Zarafshan-Newmont in Zarafshan beteiligt. Dieses Unternehmen ging 2006 pleite. Die Regierung forderte Newmont Mining gewährte Steuerbegünstigungen zurück, was Newmont Mining ablehnte.

### Umweltzerstörung

#### Peru
Bei Protesten gegen ein Kupferbergwerk bei Cuzco in Espinar kamen am 29. Mai 2012 zwei Menschen ums Leben.
Bei Protesten gegen die Umweltzerstörung und soziale Verwerfungen durch ein neues Goldbergwerk in Cajamarca kamen im Juli 2012 drei Menschen ums Leben, der Anführer der Bewegung wurde verhaftet. Die Extractive Industries Transparency Initiative (EITI) kam zu dem Schluss, dass die Aktivitäten von Newmont keinen nachhaltigen Nutzen für die Bevölkerung bringen.

#### Akyem in Ghana
Im Jahr 2009 erhielt das Unternehmen den Negativpreis von Public Eye in den Kategorien Global und People für das Akyem-Goldprojekt in Ostghana, da Newmont dabei keine Rücksicht auf die sozialen und ökologischen Folgen nehme. Rund 10.000 Kleinbauern würden ihr Land verlieren, Flüsse und Trinkwasser durch Zyanid kontaminiert. Tausende Menschen sollen ohne angemessene Entschädigung zwangsumgesiedelt werden. Zudem soll ein geschütztes Waldgebiet gerodet werden. Bei den Protesten kamen drei Menschen ums Leben.
Ahafo
Demgegenüber stellt das Unternehmen auf seiner Webseite dar, wie beim ebenfalls in Ghana betriebenen Ahafo-Projekt zirka 1.700 Haushalte umgesiedelt wurden und die betroffene Bevölkerung entschädigt wurde. So wurden den Betroffenen neue Häuser, Schulen und Land zur Verfügung gestellt, weiterhin wurde ein Programm zur Verbesserung der Landwirtschaft ins Leben gerufen. Nach Unternehmensangaben bebauen 95 % der umgesiedelten Bauern ihr neues Land, und dies mit verbesserten Methoden, so dass sie höhere Erträge als zuvor erzielen.

#### Indonesien
Seit 2004 gab es Proteste auf der Insel Sulawesi gegen Umweltverschmutzung und Schädigung der lokalen Fischbestände.

#### Neuseeland
In Neuseeland kritisieren vor allem Māori die Vernichtung von wertvollem Ackerland.